# Laurel Springs
Laurel Springs és una població dels Estats Units a l'estat de Nova Jersey. Segons el cens del 2006 tenia 1.923 habitants.

## Demografia
Segons el cens del 2000, Laurel Springs tenia 1.970 habitants, 762 habitatges, i 534 famílies. La densitat de població era de 1.618,3 habitants/km².
Dels 762 habitatges en un 32,2% hi vivien nens de menys de 18 anys, en un 54,5% hi vivien parelles casades, en un 11,9% dones solteres, i en un 29,9% no eren unitats familiars. En el 26,1% dels habitatges hi vivien persones soles el 9,3% de les quals corresponia a persones de 65 anys o més que vivien soles. El nombre mitjà de persones vivint en cada habitatge era de 2,59 i el nombre mitjà de persones que vivien en cada família era de 3,16.
Per edats la població es repartia de la següent manera: un 24,1% tenia menys de 18 anys, un 7,8% entre 18 i 24, un 31% entre 25 i 44, un 22,8% de 45 a 60 i un 14,3% 65 anys o més.
L'edat mediana era de 37 anys. Per cada 100 dones de 18 o més anys hi havia 93,7 homes.
La renda mediana per habitatge era de 52.500 $ i la renda mediana per família de 58.854 $. Els homes tenien una renda mediana de 41.349 $ mentre que les dones 30.893 $. La renda per capita de la població era de 23.254 $. Aproximadament l'1,9% de les famílies i el 3,7% de la població estaven per davall del llindar de pobresa.

## Poblacions més properes
El següent diagrama mostra les poblacions més properes.